# 沙丁鮭口波魚
沙丁鮭口波魚（学名：Sarcocheilichthys sardinella）为輻鰭魚綱鯉形目鲤科的其中一種，分布於亞洲印度、孟加拉及緬甸，體長可達15公分。

## 扩展阅读
維基物種上的相關：沙丁鮭口波魚